# Margherita Nicosia Margani
Margherita Nicosia Margani (Castellamonte, 17 settembre 1900 – Ragusa, 19 maggio 1971) è stata un'etruscologa e latinista italiana.

## Biografia
Nasce da padre siciliano, direttore d’orchestra, e madre piemontese, insegnante di scuola elementare. Studia a Torino e consegue a sedici anni il diploma di maturità classica con licenza d’onore al “Massimo D’Azeglio” e nel 1921 consegue la laurea in lettere classiche con 110 e lode discutendo una tesi in Storia antica con il prof. Gaetano De Sanctis. Discute anche due tesine, una in Letteratura Italiana, relatore Vittorio Cian, ed una in Egittologia, relatore Ernesto Schiaparelli. 
Contemporaneamente consegue il diploma di Magistero anch’esso con 50/50 e menzione d’onore ed inizia subito ad insegnare. Nel 1931 sposa il prof. Paolo Nicosia ed hanno 5 figli.
Nella società di Comiso, in quel tempo di cultura ristretta e tradizionalista, incontra forti ostilità per i suoi molti impegni, che, secondo la mentalità dell’epoca, la distraggono dai suoi doveri di moglie e madre. Pur di non rinunciare ai propri interessi, si separa dal marito, che, condizionato dall’ambito sociale, la vuole dedita solo a lui e ai figli.
Si impegna anche nella vita politica di Comiso all'interno della Democrazia cristiana, ricoprendo la carica di consigliere comunale e di assessore alla Pubblica istruzione dal 1947 al 1952. Negli stessi anni è Presidente del Patronato Scolastico dello stesso Comune. 
Muore a Ragusa a 71 anni.

## Insegnamento
Nel 1921 inizia la carriera di insegnante e nel 1924 si trasferisce a Noto (Siracusa) al Liceo “Di Rudinì”. Nel 1927 si classifica terza nel concorso a tre cattedre per Lettere classiche nei licei, ma viene depennata perché classificata a pari merito con “altro candidato di sesso maschile”. 
Nel 1931 inizia ad insegnare al Liceo Classico “Umberto I” di Ragusa e poi al Liceo “Carducci” di Comiso, in cui avrà come alunno anche Gesualdo Bufalino.
Nel 1955 vince il concorso a Preside e ritorna al Liceo Classico “Umberto I” di Ragusa che dirigerà fino al suo pensionamento nel 1968. È una insegnante molto stimata da colleghi ed allievi. Come preside dà una impronta di umanità alle relazioni con docenti, alunni e genitori. In anticipo di oltre 10 anni ai Decreti delegati, sostiene l’importanza della collaborazione scuola-famiglia. Contribuisce alla creazione a Ragusa del Liceo Scientifico nel 1956 come sede annessa al Liceo Classico “Umberto I” come liceo autonomo nel 1959.

## Ambiti di studio

### Latinista
Dal 1938 al 1942 si dedica alla scrittura in lingua latina; temi ricorrenti sono l’idillio agreste, gli affetti familiari, la ricerca della pace tranquilla della campagna. Partecipa con successo nel 1938, 1939 e 1940 al Concorso Nazionale di prosa latina ottenendo ogni anno un premio.
Descrive il contrasto tra il fragore degli aeroplani che decollano dal vicino aeroporto e le consuete serene attività dei coloni scosse dalla improvvisa notizia dello scoppio della Seconda guerra mondiale.
Affronta anche il tema della maternità, descrivendo i timori e le ansie di una donna in attesa del parto, il travaglio, la nascita, la gioia.
In un'altra sua opera crea tre quadri: il primo, familiare, tratta la figura di una madre che tenta di applicarsi ai suoi studi distratta dai figlioletti e dai rumori della campagna, il secondo narra la leggenda di Santa Rita, con particolare attenzione per i significati metafisici dei fatti narrati, ed infine l'autrice racconta l’avventura notturna di un noto banditore e musicante, che a dorso di un’asina attraversa un bosco infestato dai lupi.

### Grecista
Si dedica ad approfonditi studi di testi greci, specialmente di Erodoto e Tucidide. I suoi studi si concentrano anche sulla questione dell’individuazione controversa del sito della Battaglia dell'Asinaro, sulla traduzione di Omero, sul saggio riguardante l’“Epigramma sepolcrale di Comiso VI sec. a. C.”.

### Etruscologa
Dal 1950 si dedica agli studi sulla lingua e la civiltà etrusca e approfondisce lo studio della Stele di Lemno, rinvenuta nel 1885, contenente un'iscrizione in cui è attestata una lingua che si ritiene correlata all'etrusco più arcaico. Ha creato tra i pochi un vocabolario della lingua etrusca
La sua conoscenza e gli approfonditi studi della lingua etrusca sono testimoniati dall'opera “Iscrizioni etrusche” che è rimasta inedita perché incompleta nella revisione e nella bibliografia a causa della morte dell’autrice e rimane in attesa di studiosi interessati a completare il lavoro.

### Archeologa
Nel 1929 individua presso Noto il probabile sito della Battaglia dell'Asinaro, basandosi sulle descrizioni presenti in Tucidide. La località della battaglia menzionata da Tucidide è Akraion Lepas cioè la rupe di Akrai. L'identificazione del luogo della disfatta è, finora, controversa. Nel tempo si sono succedute varie ipotesi: è stato ipotizzato il luogo in un vallone a ovest di Floridia, è stata anche proposta la Sella di Filiporto a Pantalica, perché il toponimo richiama ad Akrai, lei, invece, ne individua il sito sulle rive dell’Asinaro presso Noto, ad occidente della via Elorina, in linea retta con la quota 26, in quanto i luoghi, pur con i comprensibili cambiamenti idrogeologici, sono da lei ritenuti più rispondenti alla descrizione di Tucidide. Ma, dato che il racconto di Tucidide ne dà una generica descrizione, senza ulteriori fonti, non è ancora possibile determinarne con certezza l'ubicazione.
Scopre poi nel 1954 il sito di una colonia indigena, poi acculturata greca, che lei suggerisce essere l’antica Casmene; finora gli archeologi non sono riusciti ad identificarne il nome. Il sito, a quota 643 dei Monti Iblei, su un bastione chiamato Cozzo d’Apollo (oggi denominato Castiglione) ha rivelato un’acropoli cinta da possenti mura, con strade, necropoli e massicce linee di fortificazione. L'acropoli, vista dalla valle dell'Ippari, rappresenta il punto più alto del bastione dei Monti Iblei e probabilmente poteva essere vista da molto lontano; una profonda gola, scavata da un corso d'acqua, sorvegliata dai coloni dall'alto e munita dalla stessa natura del luogo e da fortificazioni costruite dall'uomo, congiungeva la città alla pianura.
Si interessa attivamente presso la Soprintendenza alle Antichità della Sicilia Orientale e le Amministrazioni degli Enti locali per l’istituzione di un Museo Archeologico a Comiso o a Ragusa. A Ragusa il Museo archeologico sarà poi aperto nel 1956

## Riconoscimenti
- Nel 1938 ottiene la Menzione onorevole al IV Concorso Nazionale di prosa latina indetto dall'Istituto di Studi Romani (I sez) per la pubblicazione “Dux”.
- Nel 1939 ottiene la Menzione onorevole al V Concorso Nazionale di prosa latina indetto dall'Istituto di Studi Romani (I sez) per la pubblicazione “Mater”.
- Nel 1940 riceve il primo premio dall'Istituto di Studi Romani (I sez) per la pubblicazione “Agreste otium”.
- Nel 1968 le viene donata dalla scuola una medaglia d’oro “Mater et Magistra” con dedica in latino.
- Il 20 marzo 2022, a Comiso (RG) si è tenuto un convegno su di lei e le sue molteplici attività[24]
- L'11 marzo 2023 a Comiso (RG) si è tenuto un convegno sull’attività svolta da Margherita Nicosia Margani come componente dell’Amministrazione Comunale di Comiso.[25]

## Intitolazioni
- A Ragusa, il 24/10/1986, e a Comiso (RG), il 14/11/2011, sono state intestate due vie a suo nome.

## Opere
- Sull’autenticità di una lettera attribuita a G: Galilei” in “Atti della Regia Accademia delle Scienze” LVII – Torino 1922, pp 1-23.
- La battaglia di Maratona in Ann. 1925-1926, Liceo Ginnasio “Di Rudinì”, Noto, Zammit, pp 1-25.
- Il mito di Edipo, Siracusa, Santoro, 1927.
- Alcune questioni relative alla battaglia dell’Asinaro (413 a. C.) in Rivista di Filologia e di Istruzione classica Torino.  1930, pp. 180-201.
- Dux[26] in La Montanina Comiso. 1938, pp 1-13.
- Mater in La Montanina. Comiso, 1939, pp. 1-16.
- Agreste otium in La Montanina Comiso, 940, pp 1-40.
- Omero – Odissea, libro I. Testo, introduzione e note, Torino, Lattes, 1941, 2ª ed. 1959.
- Triste somnium, Ragusa, Puglisi, 1942.
- Epigramma sepolcrale di Comiso VI sec. a. C.  Recensione a G. Pugliese Carratelli, in Archivio storico siciliano III – I, Palermo 1946.
- Sprazzi di luce sulla lingua etrusca, Firenze, Olschki, 1951.
- Questione di metodo: risposta a Vittore Pisani in Il mondo classico, Torino, 1952, pp 103-119.
- La stele pelasga di Lemno, Firenze, Olschki, 1954.
- Casmene ritrovata?, Comiso, Baglieri, 1955, con XXII tavole fuori testo.

Ha lasciato pronto per la stampa, ma non aggiornato nella bibliografia, “Iscrizioni etrusche” – Parte 1a: Testo critico ed interpretazione di tutte le iscrizioni etrusche. Parte 2a: Le origini degli alfabeti etruschi. Parte 3a: Glossario etrusco-italiano, lessico glottologico greco-etrusco, lessico glottologico latino-etrusco. Corrispondenze glottologiche dell’etrusco con le lingue indoeuropee. Località di ritrovamento delle singole iscrizioni.

## Archivio personale
Ha avuto corrispondenze epistolari con molti intellettuali coevi; in “Inventario del Fondo Gaetano De Sanctis”, sono citate tre lettere ricevute da Margherita Margani Nicosia.
Carteggio epistolare inedito con Biagio Pace, 03/02/1939; Santo Mazzarino, 25/07/1940; Aldo Ferrabino, 03/08/1940; Gaetano de Sanctis, 31/07/1941; Enrico Turolla, 02/10/1941e 22/05/1948; Manara Valgimigli, 17/10/1941; Angelo Taccone (insigne grecista e latinista) dic. 1941; Augusto Rostagni, 28/09/1940 e 22/09/1942; Bruno Lavagnini, 27/05/1946; Luigi Fassò (critico letterario e docente universitario).
Per “Il mito di Edipo” carteggio epistolare inedito con Angelo Taccone, Nicola Terzaghi, Gaetano de Sanctis, Santo Mazzarino, P. Pio Ciuti (dell'Accademia Pontificia del Pantheon), dic.1941. Per “La stele pelasga di Lemno” carteggio epistolare inedito con Biagio Pace, 01/01/1954 e per altri scritti con Santo Mazzarino 01/12/1945; Paola Zancani Montuoro, 23/04/1954; Margherita Guarducci, 21/03/1955.
Per gli studi di etruscologia carteggio epistolare inedito con Giorgio Brugnoli, 14/01/1952; Giorgio Piccitto, 28/12/1951; Angelo Taccone, 06/01/1952; Giacomo Caputo, 14/06/1955.